# A Matter of Life and Death Tour
A Matter of Life and Death Tour to trasa koncertowa heavymetalowego zespołu Iron Maiden, promująca czternasty album studyjny A Matter of Life and Death. Etap pierwszy składał się z koncertów w wybranych miastach Ameryki Północnej, Japonii oraz Europy. Grupa wykonywała podczas koncertów w całości program albumu A Matter of Life and Death. Kontrowersyjne, bezprecedensowe przedsięwzięcie w historii grupy, spotkało się z mieszanymi reakcjami odbiorców. Drugi etap trasy przypadał na rok 2007, zespół po raz pierwszy odwiedził Indie oraz Zjednoczone Emiraty Arabskie, zagrał również wielki koncert halowy w Serbii. Koncerty mające miejsce głównie na stadionach sportowych oraz ogromnych festiwalach, przypadały na 25 lecie premiery albumu The Number of the Beast. Zespół wykonywał na żywo pięć najpopularniejszych kompozycji pochodzących z legendarnego albumu. Trasa objęła ostatecznie 61 koncertów w 26 krajach i przyciągnęła około 1,75 mln widzów.

## Przebieg trasy
Od września 2006 roku muzycy ruszyli w trasę „A Matter of Life and Death World Tour 2006/07”, grając wyprzedane koncerty w wielkich arenach Azji, Ameryki Północnej i Europy. Zamiast wielu evergreenów muzycy postanowili zaprezentować zawartość albumu w całości, nawiązując do tradycji wielkich legend art. rocka lat 70. W Szwecji 60 tys. biletów na cztery koncerty halowe sprzedano w 45 min, nie inaczej było w przypadku trasy po Wielkiej Brytanii (dziewięć koncertów dla 150 tys. widzów). Druga część trasy przypadła na rok 2007 i była powiązana z obchodami ćwierćwiecza wydania najpopularniejszego albumu grupy, The Number of the Beast. Zespół występował na stadionach w Bułgarii (45 tys.), Czechach, Serbii, Słowenii, Niemczech oraz Włoszech (Stadion Olimpijski w Rzymie). 

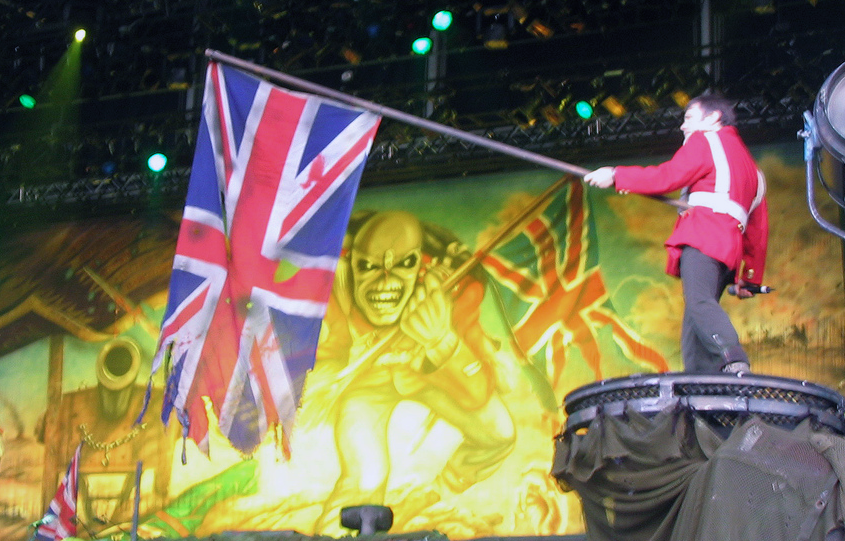
Dickinson podczas „The Trooper”

Po raz kolejny europejska publiczność mogła podziwiać grupę w roli headlinerów wielkich festiwali, m.in. „Graspop Metal Meeting”, „Fields of Rock”, „Heineken Jamming Festival” gdzie pojawiło się 155 tys. widzów, w końcu po raz czwarty w karierze, w Donington Park na „Download Festival” 2007 przed niemal 85 tys. widzów.
Do historii przeszły również pierwsze koncerty Iron Maiden w Indiach oraz w Zjednoczonych Emiratach Arabskich – odpowiednio przed 55 tys. widzów na Bangalore Palace Grounds w Bombaju oraz jako headliner „Dubai Desert Rock Festival” dla 30 tys. widzów. Bilety wyprzedano w błyskawicznym tempie, był to pierwszy tak znaczący sukces światowej sławy grupy metalowej w tym rejonie globu.
Trasę promującą album zakończono 24 czerwca 2007 roku występem w londyńskiej Brixton Academy, z którego dochód po raz trzeci i ostatni miał zasilić konto fundacji The Clive Burr MS Trust. Stan byłego perkusisty Iron Maiden był już bardzo poważny i niestety nie uległ poprawie aż do jego śmierci w 2013 roku. „Clive Aid Trust Show 2007”, podobnie jak poprzednie odsłony imprezy, był transmitowany drogą internetową. Ostatnie show dedykowane byłemu perkusiście formacji, zobaczyło dzięki złączom cyfrowym około 200 tys. fanów "na żywo".

## Supporty
- Lauren Harris – wszystkie koncerty trasy, oprócz Skandynawii[11].
- Trivium – od 12 listopada 2006 (Helsinki) do 23 grudnia 2006, Londyn[11].
- In Flames – „BeastFest” Indie, ZEA, Ludwigshafen, Düsseldorf oraz europejskie festiwale 2007[11]
- Stone Sour – koncert w Dubaju[11].
- The Prodigy – koncert w Dubaju[11].
- Bullet for My Valentine – trasa po USA i Kanadzie, europejskie festiwale 2007[11]
- 3 Inches of Blood – koncert na Irvine Meadows 21 października 2006[11]
- Lamb of God – europejskie festiwale 2007[11]
- Evanescence – europejskie festiwale 2007[11]
- Motörhead – koncert w Rzymie oraz europejskie festiwale 2007[11]
- Papa Roach – koncerty w Ludwigshafen, Düsseldorfie oraz europejskie festiwale 2007[11]
- Sadist – koncert w Rzymie oraz europejskie festiwale 2007[11]
- Parikrama – „BeastFest” Indie, ZEA, Londyn oraz europejskie festiwale 2007[11]
- Mastodon – koncert w Rzymie oraz europejskie festiwale 2007[11]
- Slayer – europejskie festiwale 2007[11]
- Machine Head – koncert w Rzymie oraz europejskie festiwale 2007[11]
- Gate Crusher – koncert w Ostrawie[11].
- FTM – „BeastFest” Indie[11].
- AXAT – koncert w Sofii[11].
- Tide – koncert w Lublanie[11].

## Setlista

### Etap pierwszy

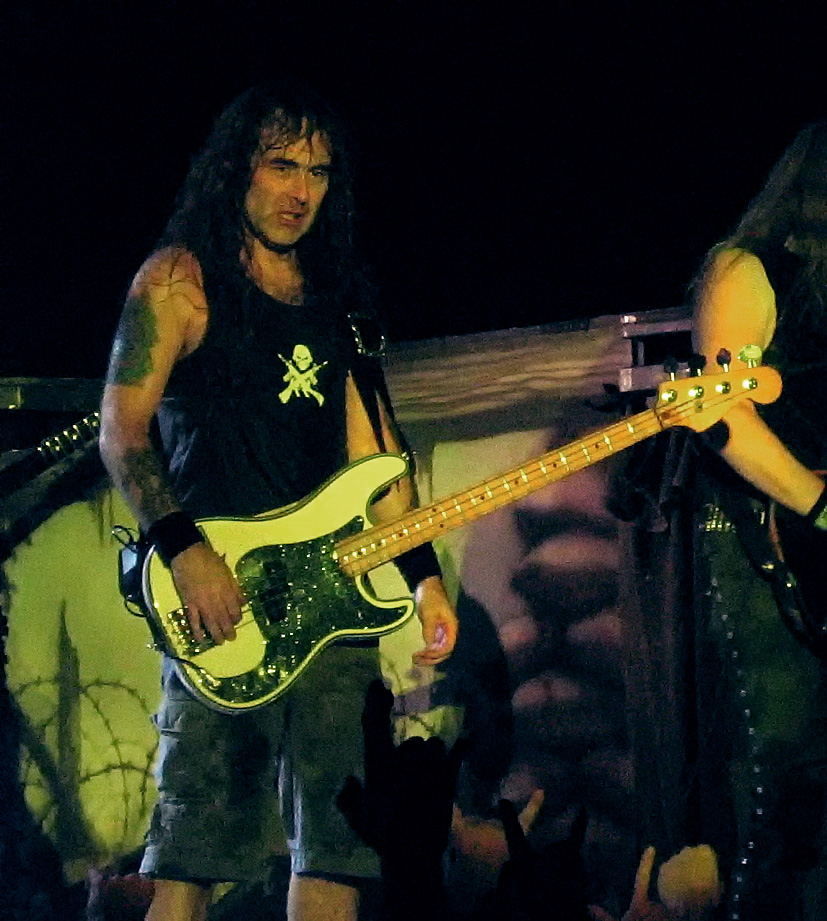
Steve Harris

- Introdukcja: Gustav Holst „Mars, the Bringer of War” introdukcja przed każdym koncertem trasy 2006 r.

1. „Different World”
2. „These Colours Don't Run”
3. „Brighter Than a Thousand Suns”
4. „The Pilgrim”
5. „The Longest Day”
6. „Out of the Shadows”
7. „The Reincarnation of Benjamin Breeg”
8. „For the Greater Good of God”
9. „Lord of Light”
10. „The Legacy”
11. „Fear of the Dark”
12. „Iron Maiden”

Bisy:
1. „2 Minutes to Midnight”
2. „The Evil That Men Do”
3. „Hallowed Be Thy Name”

Uwagi:
- Na pierwszym etapie trasy zespół zaprezentował w całości repertuar promowanego albumu A Matter of Life and Death[10].

### Etap drugi

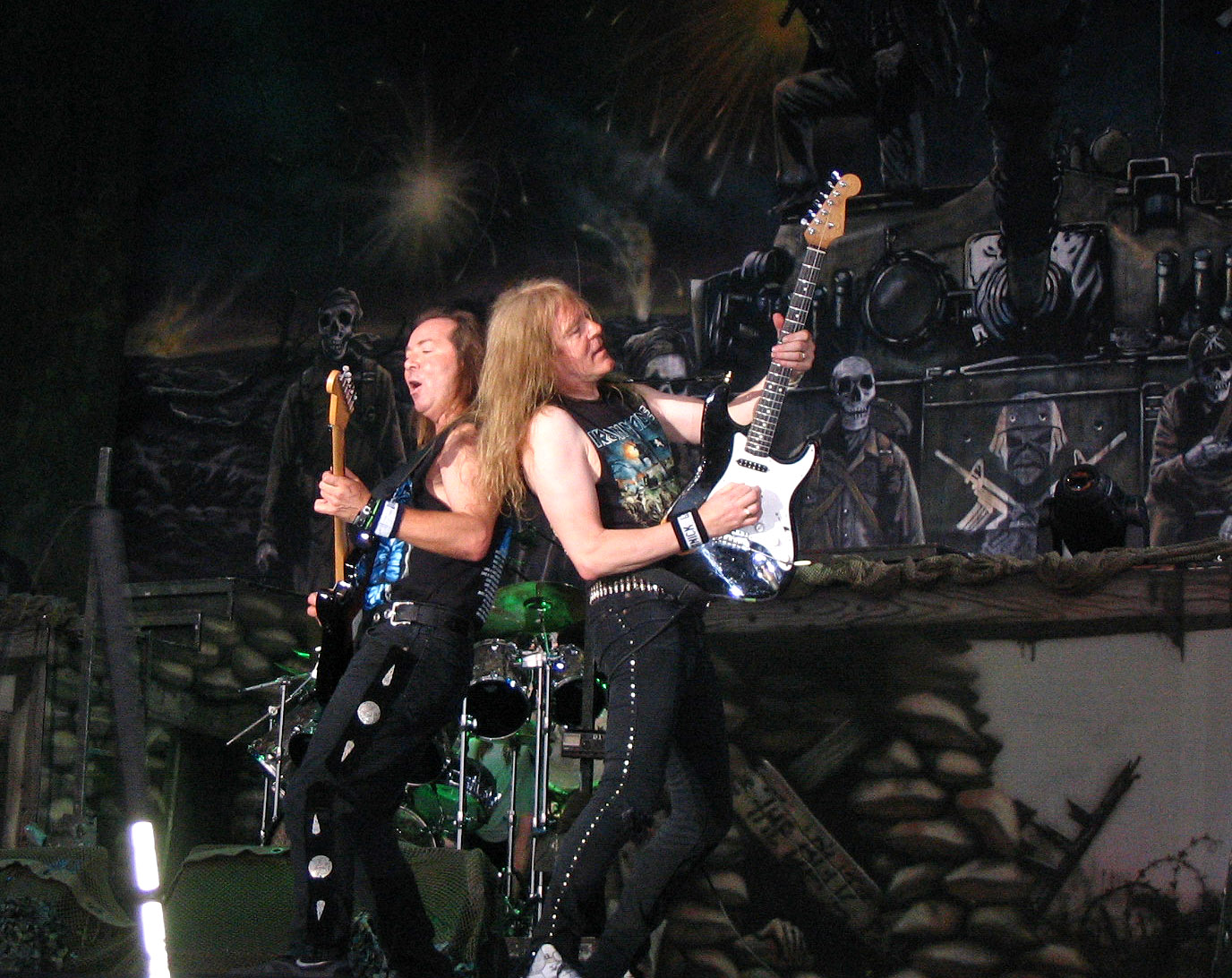
Dave Murray raz Janick Gers

- Introdukcja: Gustav Holst "Mars, the Bringer of War" introdukcja przed każdym koncertem trasy 2007 r.

1. „Different World”
2. „These Colours Don't Run”
3. „Brighter Than a Thousand Suns”
4. „Wrathchild”
5. „The Trooper”
6. „Children of the Damned”
7. „The Reincarnation of Benjamin Breeg”
8. „For the Greater Good of God”
9. „The Number of the Beast”
10. „Fear of the Dark”
11. „Run to the Hills”
12. „Iron Maiden”

Bisy:
1. „2 Minutes to Midnight”
2. „The Evil That Men Do”
3. „Hallowed Be Thy Name”

Uwagi:
- Setlista koncertów drugiego etapu trasy, przypadającego na 2007 rok, uwzględniała cztery (mimo zapowiadanych pięciu) najpopularniejsze kompozycje z albumu The Number of the Beast, co wiązało się z obchodami ćwierćwiecza jego premiery. Pierwotnie zespół nosił się z zamiarem zagrania siedmiu kompozycji pochodzących z tej płyty, a nawet całości jej programu[10].
- Utwór „Children of the Damned” został pominięty podczas czterech pierwszych koncertów 2007 roku w Dubaju, Atenach, Belgradzie i Bangalurze[10].

## Oprawa trasy

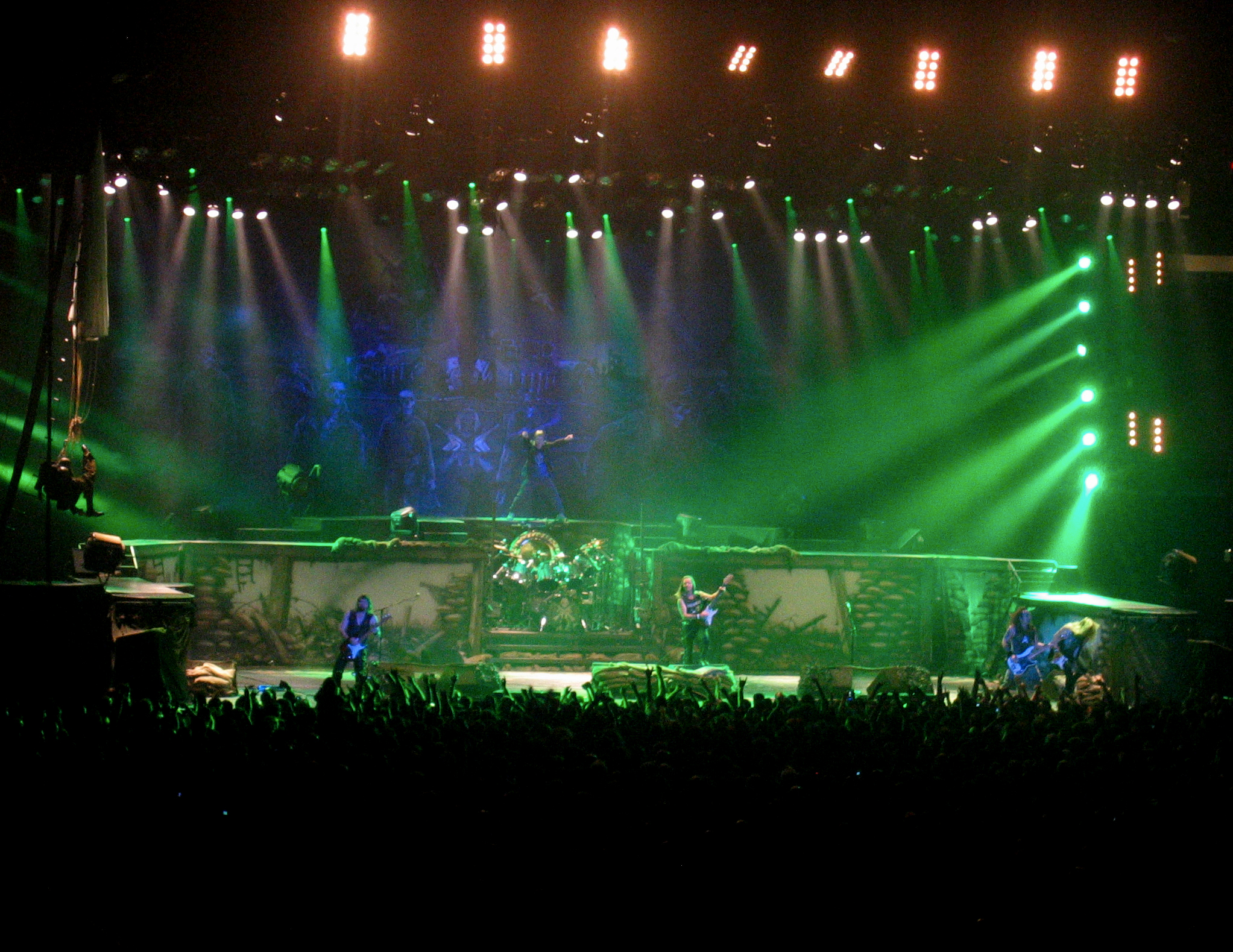
Iron Maiden w Uniondale 12 października 2006

Charakter oprawy poszczególnych koncertów trasy pozostawał w ścisłej korelacji z tematyką tekstów oraz ilustracją okładkową zdobiącą album A Matter of Life and Death. Estrada przypominała ogromne fortyfikacje znane z pola bitwy obu wojen światowych. Podium i boczne wybiegi sceny udekorowano tworzywem z reprodukcjami wizerunków barykad, transzei, okopów, miejsc strzelniczych. Część z nich pokryto tkaniną przypominającą siatkę maskującą, na przedzie sceny ułożono autentyczne worki wypełnione piaskiem, po bokach estrady ustawiono zasieki owinięte drutem kolczastym. Deski sceny pokryto tworzywem z reprodukcją pola bitwy, m.in. kałuż wypełnionych błotem i krwią oraz połaciami rozerwanej darniny. W głębi sceny zawieszono siatkę maskującą oraz tkaninę typu khaki, która została również rozciągnięta wzdłuż ramp świateł. Z górnej rampy przedniej, obejmującej cały front estrady po każdej z jej stron zwisały fantomy spadochroniarzy, wraz z materiałowymi czaszami osprzętu. Na przedzie obu wybiegów znajdowały się potężne reflektory typu ‘szperacz’, takie jakich używali żołnierze artylerii przeciwlotniczej podczas Drugiej Wojny Światowej.
Backdropy widoczne w głębi estrady przedstawiały malowidła związane z tematyką poszczególnych utworów płyty. Ze względu na unikatowy, stricte konceptualny charakter koncertów i zwarty repertuar, występy zabookowane na rok 2006 odbywały się wyłącznie w wyselekcjonowanych arenach sportowych. W ten sposób, podobnie jak miało to miejsce w przypadku trasy „Dance of Death World Tour” muzycy pragnęli wyeksponować jej ekskluzywny charakter.
Maskotka grupy, Eddie pojawiła się dwukrotnie podczas każdego z koncertów. W wersji mobilnej, jako umundurowany żołnierz (podczas „The Evil That Men Do”), zaś kiedy centralne podium estrady zamieniało się w korpus ogromnego czołgu (podczas „Iron Maiden”), maskotka wyłaniała się z jego wieżyczki, spoglądając na zgromadzonych widzów przez lornetkę wyposażoną w reflektory LED.
W 2007, kiedy grupa wróciła do bardziej konwencjonalnego repertuaru koncertów, podczas „The Number of the Beast” pojawiła się mechatroniczna lalka Bafometa znana z koncertów 2005 roku. Bruce Dickinson podczas wszystkich koncertów występował w swego rodzaju zuniformizowanym ciemnozielonym przebraniu. System oświetleniowy przygotowany z myślą o trasie, tym razem otaczał częściowo również boczne wybiegi estrady. Cztery mobilne rampy mogły przybierać różne kształty nie tylko unosząc się, ale również załamując się czy wręcz składając nad sceną. Efekty świetlne zdominowały widowisko do tego stopnia, iż kompletnie zrezygnowano z pirotechniki. Na wielu koncertach grupa wykorzystywała telebimy zawieszone po obu bokach sceny.

## Daty trasy
UWAGA! w wyniku aktualizacji danych, nazwy obiektów nie muszą się pokrywać ze stanem pierwotnym, znanym z materiałów prasowych grupy.
| Data                 | Miasto                      | Kraj              | Miejsce                         |
| Ameryka Północna     | Ameryka Północna            | Ameryka Północna  | Ameryka Północna                |
| -------------------- | --------------------------- | ----------------- | ------------------------------- |
| 4 października 2006  | Hartford, Connecticut       | Stany Zjednoczone | Dodge Music Center              |
| 4 października 2006  | Hartford, Connecticut       | Stany Zjednoczone | Dodge Music Center              |
| 6 października 2006  | Boston, Massachusetts       | Stany Zjednoczone | Agganis Arena                   |
| 7 października 2006  | Camden, New Jersey          | Stany Zjednoczone | Tweeter Center Waterfront       |
| 9 października 2006  | Quebec, Quebec              | Kanada            | Colisée Pepsi                   |
| 10 października 2006 | Montreal, Quebec            | Kanada            | Centre Bell                     |
| 12 października 2006 | Uniondale, Nowy Jork        | Stany Zjednoczone | Nassau Coliseum                 |
| 13 października 2006 | East Rutherford, New Jersey | Stany Zjednoczone | Continental Airlines Arena      |
| 16 października 2006 | Toronto, Ontario            | Kanada            | Air Canada Centre               |
| 17 października 2006 | Auburn Hills, Michigan      | Stany Zjednoczone | The Palace of Auburn Hills      |
| 18 października 2006 | Rosemont, Illinois          | Stany Zjednoczone | Allstate Arena                  |
| 21 października 2006 | Irvine, Kalifornia          | Stany Zjednoczone | Verizon Wireless Amphitheatre   |
| Azja                 |                             |                   |                                 |
| 25 października 2006 | Tokio                       | Japonia           | Nippon Budōkan                  |
| 26 października 2006 | Hiroszima                   | Japonia           | Yubinchokin Hall                |
| 28 października 2006 | Tokio                       | Japonia           | Tokyo International Forum       |
| 30 października 2006 | Osaka                       | Japonia           | Osaka Castle Hall               |
| 31 października 2006 | Nagoja                      | Japonia           | Shimin Hall                     |
| Europa               |                             |                   |                                 |
| 9 listopada 2006     | Aalborg                     | Dania             | Gigantium                       |
| 10 listopada 2006    | Kopenhaga                   | Dania             | Valby-Hallen                    |
| 12 listopada 2006    | Tampere                     | Finlandia         | Tampereen jäähalli              |
| 14 listopada 2006    | Helsinki                    | Finlandia         | Hartwall Arena                  |
| 15 listopada 2006    | Helsinki                    | Finlandia         | Hartwall Arena                  |
| 17 listopada 2006    | Sztokholm                   | Szwecja           | Ericsson Globe                  |
| 18 listopada 2006    | Sztokholm                   | Szwecja           | Ericsson Globe                  |
| 20 listopada 2006    | Göteborg                    | Szwecja           | Scandinavium                    |
| 21 listopada 2006    | Oslo                        | Norwegia          | Vallhall Arena                  |
| 23 listopada 2006    | Bergen                      | Norwegia          | Vestlandshallen                 |
| 25 listopada 2006    | Sztokholm                   | Szwecja           | Ericsson Globe                  |
| 27 listopada 2006    | ’s-Hertogenbosch            | Holandia          | Brabanthal                      |
| 28 listopada 2006    | Paryż                       | Francja           | Palais Omnisports Bercy         |
| 30 listopada 2006    | Barcelona                   | Hiszpania         | Palau Sant Jordi                |
| 2 listopada 2006     | Mediolan                    | Włochy            | Mediolanum Forum                |
| 3 grudnia 2006       | Mediolan                    | Włochy            | Mediolanum Forum                |
| 5 grudnia 2006       | Zurych                      | Szwajcaria        | Hallenstadion                   |
| 7 grudnia 2006       | Stuttgart                   | Niemcy            | Schleyerhalle                   |
| 9 grudnia 2006       | Dortmund                    | Niemcy            | Westfalenhalle                  |
| 11 grudnia 2006      | Cardiff                     | Walia             | Motorpoint Arena Cardiff        |
| 12 grudnia 2006      | Birmingham                  | Anglia            | National Exhibition Centre      |
| 14 grudnia 2006      | Manchester                  | Anglia            | Manchester Arena                |
| 15 grudnia 2006      | Glasgow                     | Szkocja           | SE & CC                         |
| 17 grudnia 2006      | Newcastle                   | Anglia            | Metro Radio Arena               |
| 18 grudnia 2006      | Sheffield                   | Anglia            | Sheffield Arena                 |
| 20 grudnia 2006      | Dublin                      | Irlandia          | The Point                       |
| 22 grudnia 2006      | Londyn                      | Anglia            | Earls Court Exhibition Centre   |
| 23 grudnia 2006      | Londyn                      | Anglia            | Earls Court Exhibition Centre   |
| Azja/Europa          |                             |                   |                                 |
| 9 marca 2007         | Dubaj                       | ZEA               | Dubai Country Club Area         |
| 11 marca 2007        | Ateny                       | Grecja            | Hellinikon Olympic Arena        |
| 14 marca 2007        | Belgrad                     | Serbia            | Belgrade Fair Hall 1            |
| 17 marca 2007        | Bengaluru                   | Indie             | Bangalore Palace Grounds        |
| Europa               |                             |                   |                                 |
| 2 czerwca 2007       | Lublana                     | Słowenia          | Stadion Bežigrad                |
| 4 czerwca 2007       | Sofia                       | Bułgaria          | Stadion Lokomotiv Sofia         |
| 6 czerwca 2007       | Ostrawa                     | Czechy            | Stadion Bazaly                  |
| 8 czerwca 2007       | Ludwigshafen                | Niemcy            | Südweststadion                  |
| 10 czerwca 2007      | Castle Donington            | Anglia            | Donington Park                  |
| 14 czerwca 2007      | Wenecja                     | Włochy            | Parco San Giuliano              |
| 16 czerwca 2007      | Biddinghuizen               | Holandia          | Evenemententerrein Walibi World |
| 17 czerwca 2007      | Düsseldorf                  | Niemcy            | ISS Dome                        |
| 20 czerwca 2007      | Rzym                        | Włochy            | Stadio Olimpico                 |
| 21 czerwca 2007      | Bilbao                      | Hiszpania         | Kobetamendi                     |
| 23 czerwca 2007      | Dessel                      | Belgia            | Boeretang Festival Park         |
| 24 czerwca 2007      | Londyn                      | Anglia            | Brixton Academy                 |